# 佟格格
佟格格或稱庶妃佟佳氏，鑲紅旗漢軍人，廣東廉州總兵官佟國璽之女，清朝康熙帝的嬪御（福晉級格格）:275。

## 生平
康熙十年（1671年）六月二十三日，鑲紅旗原任總兵官、以原品行走佟國璽之女佟氏，以及鑲黃旗遏必隆公家、正黃旗左都御史明珠家、正白旗瓦爾達侍衛家、鑲紅旗參領華善家、正藍旗六品官李顯宗家的格格，在三位或四位家中女僕的陪同下，入住鍾粹宮，獲得與儲秀宮蒙古格格相同的福晉級待遇，位分等級高於烏拉納喇氏等四位當時在康熙帝位下的小福晉庶妃:275—276。
當代研究者王冕森指出佟氏等六人均出身八旗名門世家，推測是康熙帝後宮高級主位的候選人。康熙十六年（1677年）五月二十四日，康熙帝決定對其後宮主位進行第一批的正式冊封，六位格格之中，只有李氏和王佳氏被冊封為嬪位。翌日，即五月二十五日，康熙帝下達旨意，安排儲秀宮蒙古格格扎魯特博爾濟吉特氏出宫。同日，內務府詢問如何賠付佟格格帶入宮中之家下女子。同年七月十四日的檔案，進一步明確提到賠付之家下女子原為「令出（宮）之佟格格」位下之人。由此推測，佟格格在康熙十六年離開宮廷，回到娘家:276—277。

## 出身
佟格格與康熙帝生母孝康章皇后、康熙帝孝懿仁皇后、愨惠皇貴妃同族，均為巴虎特克慎之子達爾漢圖謀圖的後代，其中孝康章皇后、孝懿仁皇后與愨惠皇貴妃均為達爾漢圖謀圖之孫佟昱第一子佟瑛的後代，而佟格格則是佟昱第四子佟琮的後代，可見她們的堂親關係已經十分疏遠:276。
- 曾祖父：佟養謙，佟琮之玄孫，在清初被編入鑲紅旗漢軍，授予世管佐領。
- 祖父：佟榮年，承襲世管佐領，仕至前鋒參領。
- 父親：佟國璽，順治朝以世管佐領入仕，順治十一年升任參領，康熙三年升任廣東海豐總兵官。之後曾經開缺，在原品上行走。康熙十三年，出任山東援剿總兵官。康熙十六年，轉任廣東廉州總兵官。康熙二十三年以病乞休，康熙二十八年正月病故。嫡妻李氏為正黃旗漢軍一等男又一雲騎尉、總兵官李思忠之長女，未知是否即為佟格格之生母。
- 兄弟：至少一人，即原任知縣佟世茂。